# Tafana silhavyi
Tafana silhavyi är en spindelart som först beskrevs av Lodovico di Caporiacco 1955.  Tafana silhavyi ingår i släktet Tafana och familjen spökspindlar.
Artens utbredningsområde är Venezuela. Inga underarter finns listade i Catalogue of Life.